# Destination ailleurs
Destination ailleurs est une chanson interprétée par Yannick Noah, figurant sur l'album Charango sorti en 2006. Elle est extraite en single le 18 juin 2007.